# Wienkretsen
Wienkretsen var en grupp vetenskapsteoretiker, matematiker och filosofer, som samlades kring Moritz Schlick, då denne 1922 kallades till en professur i "De induktiva vetenskapernas filosofi" vid universitetet i Wien. Den filosofiska riktning som utvecklades kom att kallas logisk positivism eller logisk empirism. 
Gruppens ursprungliga medlemmar, förutom Schlick, var Rudolf Carnap, Otto Neurath, Friedrich Waismann, Philipp Frank, syskonen Olga Hahn-Neurath och Hans Hahn samt Richard von Mises, Victor Kraft och Karl Menger. År 1929 framträdde gruppen under namnet Wienkretsen. Då Moritz Schlick 1936 mördades av en av sina egna studenter, Hans Nelböck, upplöstes kretsen.
Wienkretsen var influerad av den äldre positivismen, symbolisk logik och logisk-semantisk språkanalys, vars främsta företrädare var Ernst Mach, Henri Poincaré, Gottlob Frege, David Hilbert, Bertrand Russell och Ludwig Wittgenstein. Ett manifest, Die wissenschaftliche Weltauffassung des Wiener Kreises, utgavs 1930 och författades av Carnap, Neurath och Hahn. Samma år började gruppen att ge ut tidskriften Erkenntnis med Carnap som redaktör.
Den logiska empirismen anses vara en av de mest inflytelserika skolor som funnits och kom att spela en framträdande roll som filosofiskt avantgarde under ett decennium mellan de två världskrigen. Två framstående studenter vid universitetet i Wien var vid den här tiden Herbert Feigl och Kurt Gödel. De deltog i gruppens sammankomster men var inte medlemmar. Kretsen kom att regelbundet besökas av bland andra Hans Reichenbach, Carl Gustav Hempel, Alfred Tarski, Karl Popper och Willard Van Orman Quine.
Den nazistiska kulturförstörelsen drabbade hårt den logiskt-analytiska filosofin i Europa. Mordet på Schlick utgjorde ett varsel om annalkande politiskt oväder. Flera av kretsens medlemmar kom dock att finna en fristad i USA.